# 马克斯·罗贝尔
马克斯·罗贝尔（法語：Max Robert，1967年6月9日—），法国男子雪车运动员。他曾代表法国参加1994年和1998年冬季奥林匹克运动会雪车比赛，其中1998年冬季奥运会获得一枚铜牌。